# Dólar de Disney
Los Dólares de Disney pertenecen a Company Scrip y son vendidos por The Walt Disney Company.
Los billetes tienen un diseño y tamaño similar al de los dólares estadounidenses, y portan las imágenes de Mickey Mouse, Goofy, Pluto, Minnie Mouse, y Donald Duck. 

## Historia
- Los Dólares de Disney fueron impresos por primera vez en mayo de 1987, y originalmente había solo billetes de $1 y $5. Más tarde, en 1990, se añadieron los billetes de $10.
- Los Dólares de Disney venían en series de A y D. En 2005 se añadieron los billetes de $50, los cuales fueron diseñados por el artista de Disney Charles  Boyer para conmemorar el 50° aniversario de Disneyland. Desde 2005, también fueron emitidas las series "T".

## Usos
- Los Dólares de Disney pueden cambiarse por bienes dentro de algunos lugares pertenecientes a The Walt Disney Company.
- Los billetes son aceptados en los parques temáticos, cruceros de Disney, ciertas partes de Castway Cay, y las llamadas "Disney Stores".
- Los Dólares de Disney no son aceptadas por las máquinas de monedas, y en ciertas compras, el cambio puede ser devuelto en dólares americanos.

## Características de Seguridad
- Los Dólares de Disney están creados para no ser falsificados con facilidad. Son difíciles de imprimir debido a la tinta reflectiva en la parte trasera del billete.
- Además, los billetes cuentan con un número de serie. Los Dólares de Disney tienen pequeñas partes brillantes dispersas por los billetes.

## Parodias
- El concepto de los dólares de Disney fue parodiado en el episodio de la serie "The Simpsons", titulado "Itchy & Scratchy Land", donde en el parque inspirado en Itchy and Scratchy que los protagonistas visitan ofrecen dinero basado en los personajes para ser intercambiado por dinero real. Sin embargo, al entrar en el parque ven que ninguna de las tiendas acepta el dinero del propio parque.